# Магнус III (король Швеції)
Ма́гнус III, також Магнус Ла́дулос (1240–1290) — король Швеції в 1275—1290 роках. Походив із династії Фолькунгів. Прізвисько Ладулос значить «засув від стайні».

## Біографія
Був сином ярла Біргера Магнуссона й Інгеборги Еріксдоттір. Про молоді роки Магнуса збереглося мало відомостей. Після того як його батько фактично очолив Швецію, Магнус став герцогом Седерманландським. Він зберігав вірність своєму братові королю Вальдемару I.
Після смерті батька 1266 року Магнус повстав проти брата з метою захопити владу. Боротьба між братами тривала кілька років зі змінним успіхом. Нарешті, 14 червня 1275 року в битві біля Гуви Магнус разом із братом Еріком за підтримки данських військ розбив Вальдемара I й захопив владу.
24 травня 1276 був коронований у Кафедральному соборі міста Уппсала архієпископом Уппсальським Фольке Йоганссоном.
Спочатку він призначив Вальдемара намісником провінції Геталанд, проте вже 1278 року позбавив його цієї посади, а 1288 року запроторив до замку Нючопінг.
За правління Магнуса III остаточно сформувався прошарок світської аристократії (фрельсів) на засадах декрету 1280 року, ухваленого в Альсне. Там же прийнято низку чинних для всього суспільства законів, що захищали права окремої особи. 1281 року були затверджені церковні привілеї.

## Родина
Дружина — Гельвіга, донька Герарда, графа Гольштейнського.
Діти:
- Інгеборга (1277—1319)
- Біргер (1280—1321)
- Ерік (1282—1318)
- Вальдемар (1283—1318)